# Les Coteaux de Rueil
Pour les articles homonymes, voir Rueil (homonymie).
Les Coteaux de Rueil est un tableau réalisé par le peintre français Maurice de Vlaminck en 1906. Cette huile sur toile fauve est un paysage représentant des coteaux à Rueil-Malmaison, aujourd'hui dans les Hauts-de-Seine. Elle est conservée au musée national d'Art moderne, à Paris.